# Bataillons de sécurité
Les bataillons de sécurité, en grec moderne : Τάγματα Ασφαλείας, également appelés bataillons d'evzones, en grec moderne : Τάγματα Ευζώνων, aussi appelés en allemand : Germanotsoliades (Γερμανοτσολιάδες) ou Tagmatasfalites (Ταγματασφαλίτες), sont des groupes militaires collaborationnistes grecs, formés lors de l'occupation de la Grèce par l'Axe, pendant la Seconde Guerre mondiale, afin de soutenir les troupes d'occupation allemandes. 

## Histoire

### Fondation

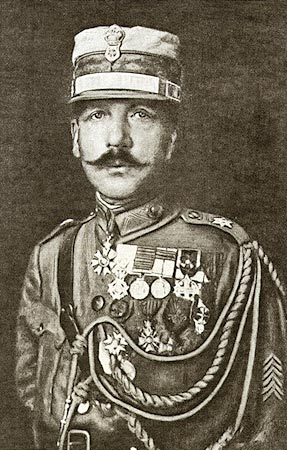
Le général Theódoros Pángalos.

Les bataillons de sécurité sont fondés, en 1943, par le gouvernement de Ioánnis Rállis. Le 7 avril 1943, le cabinet Rállis adopte la loi sur le renforcement des bataillons de sécurité.
L'élément moteur derrière ce renforcement est l'ancien dictateur, le général Theódoros Pángalos, qui voit les bataillons de sécurité comme son moyen de faire un retour politique ; la plupart des officiers de l'armée grecque recrutés dans ces bataillons, en avril 1943, sont des républicains associés d'une certaine manière à Pángalos. Le schisme national entre les royalistes et les républicains est encore fort dans les années 1940, et il existe des tensions considérables entre les politiciens royalistes comme Rállis et les républicains comme Pángalos. Pángalos est un nationaliste grec qui dénonce les relations semi-coloniales de la Grèce avec la Grande-Bretagne avant la Seconde Guerre mondiale, et il présente le retour du roi comme un retour à la subordination à la Grande-Bretagne.
Cependant, Rállis et Pángalos sont des hommes de droite, fortement opposés au Front de libération nationale (EAM), ce qui fournit quelques motifs d'unité. Pángalos et la clique des officiers républicains qui lui sont associés indiquent clairement que les bataillons de sécurité sont destinés à lutter tant contre le retour du roi George II que contre l'EAM, et au début les officiers royalistes sont réticents à se joindre aux bataillons. Les Italiens et les Allemands se méfient des bataillons de sécurité et ne leur fournissent que des armes légères, craignant que Pángalos, un soldat solide et compétent et un mégalomane largement considéré comme « à moitié fou », ne soit pas un partenaire fiable. Bien que Pángalos n'ait pas officiellement de poste dans les bataillons de sécurité, il veille à ce que ses disciples obtiennent des postes de commandement clés.
Ils sont soutenus par l'extrême droite et les sympathisants nazis, mais aussi par certains politiciens centristes qui s'inquiètent de la domination de l'ELAS (la branche militaire du Front de libération nationale, l'EAM, dominée par le communisme) en tant que corps principal de la résistance grecque.
Parmi les membres des bataillons de sécurité, on trouve d'anciens officiers de l'armée, des soldats enrôlés de force, des conservateurs, des propriétaires terriens, des radicaux d'extrême-droite, des exclus sociaux, ainsi que des opportunistes qui croient que les forces de l'Axe vont gagner la guerre. Le noyau des bataillons est composé d'hommes de la Garde Royale, les evzones, d'où le nom de tsoliádes. 

### Missions
Initialement, les bataillons de sécurité sont une petite force, qui ne commence à se développer que lorsque l'Italie signe un armistice avec les Alliés en septembre 1943. Après l'armistice, les forces allemandes s'emparent des parties de la Grèce auparavant occupées par les Italiens. Dans la confusion causée par l'armistice, l'ELAS saisit l'occasion de reprendre une grande partie des arsenaux italiens en Grèce, et commence à utiliser ce vaste arsenal italien contre les Allemands. L'ELAS étant mieux armée et les Allemands occupant désormais une plus grande partie de la Grèce, le chef supérieur de la police SS grecque, Walter Schimana, fait valoir que le Reich a besoin d'une force auxiliaire pour soulager leur charge. Après l'armistice de septembre 1943, les Allemands se montrent plus généreux dans l'armement des bataillons de sécurité. Le développement de l'ELAS, désormais bien mieux armé qu'avant l'armistice, alarme de nombreux officiers grecs conservateurs, y compris les royalistes, qui commencent à rejoindre les bataillons de sécurité, comme moyen de défendre le « monde bourgeois ». Malgré leur dégoût pour les républicains comme Pángalos, pour de nombreux officiers royalistes, la défense du statu quo d'avant-guerre contre l'EAM, en vient à passer outre même le schisme national.
Le gouverneur de province du district de Patras, s'adresse à un auditoire d'officiers de la Wehrmacht, en février 1944 : « L'hellénisme est, par héritage et tradition, opposé à la vision communiste du monde. Anéantissez le communisme ! ». Pour cette raison, le gouverneur annonce qu'il recrute désormais pour les bataillons de sécurité de son district, disant qu'il préfère que la Grèce soit occupée par l'Allemagne, de manière permanente, plutôt que de voir l'EAM arriver au pouvoir. Dans un message adressé à Berlin, le gouverneur militaire allemand des Balkans, le général Alexander Löhr, déclare que sa politique est de veiller à ce que « la partie anticommuniste de la population grecque soit pleinement utilisée, en se révélant ouvertement et en étant obligée d'afficher une hostilité non déguisée envers la partie communiste ».
Le rôle principal des bataillons de sécurité est de lutter contre l'ELAS. Leur force totale est de 22 000 hommes au maximum, répartis en 9 bataillons evzoniques et 22 bataillons "volontaires", sous le commandement du lieutenant général SS Walter Schimana. Bien qu'il soit prévu de les étendre à l'ensemble des territoires grecs occupés, leur principal théâtre d'action se situe en Grèce centrale orientale et dans le Péloponnèse. À cette époque, l'ELAS a déjà pris le contrôle d'un tiers de la Grèce continentale. Les bataillons restent fidèles aux Allemands même lorsque l'occupation s'effondre. Leur dernière mission est d'engager le combat contre l'ELAS et de les tenir à l'écart des routes principales, afin de protéger la sortie des troupes allemandes de Grèce.

### Activités

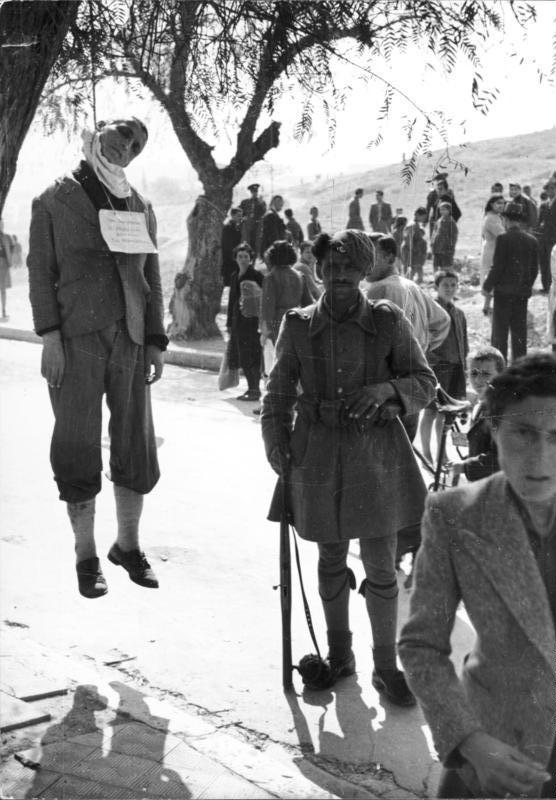
Un membre des bataillons de sécurité se tient près d'un homme exécuté (1943).

Ce que le peuple grec déteste dans les bataillons, plus encore que leur nature collaborationniste, c'est l'absence totale de contrôle sur leurs membres. Par exemple, après une bataille dans le hameau d'Attali à Evvia, les collaborateurs pillent les maisons du village, emportant 1 000 oka (environ 1250 litres) d'huile, cinq machines à coudre, 200 oka (250kg) de fromage et 30 trousseaux complets. Il faut 60 mules pour emporter le butin. À la fin de l'occupation, leur nom est synonyme de violence arbitraire et de cruauté effroyable.
Les hommes des Bataillons de sécurité sont peu disciplinés et se consacrent beaucoup au pillage et au viol. Même les fonctionnaires collaborationnistes de l'État hellénique se plaignent du fait que les bataillons de sécurité sont plus à même de faire régner le désordre que l'ordre, car ils volent, violent et tuent comme ils veulent. Les bataillons de sécurité tuent sans discernement car la politique allemande consiste à contraindre la population grecque à une soumission totale en encourageant les bataillons de sécurité à tuer au hasard. La plupart de leurs victimes ne sont pas des andartes (résistants communistes) ni même associées à eux ; à la place, elles sont tuées au hasard afin d'insuffler une telle atmosphère de peur que les gens ne voudront pas que les andartes opèrent dans leur région car cela y amènerait aussi les bataillons de sécurité.
Le relief montagneux de la Grèce, qui favorise les andartes, et le fait que la Wehrmacht est, en 1944, pleinement engagée ailleurs en Europe, conduisent à la mise en œuvre d'une politique de « terreur totale ». Parfois, les bataillons de sécurité s'engagent dans des assassinats ciblés, comme l'escadron de la mort de Volos qui tue 50 membres locaux de l'EAM, au cours du mois de mars 1944 ; plus caractéristique encore l'exécution, le même mois, de 100 personnes sélectionnées au hasard, en représailles à l'assassinat du général Franz Krech, par l'ELAS. Lorsque certains de leurs membres sont assassinés par l'ELAS, les bataillons de sécurité ont tendance à massacrer tous les Grecs qui se trouvent par hasard dans les environs. Les andartes épargnent généralement les policiers ou les gendarmes capturés, sauf s'ils sont impliqués dans le meurtre d'autres Grecs, mais les membres des bataillons de sécurité, s'ils sont capturés, sont toujours exécutés sommairement, au motif que tout membre des bataillons de sécurité sont des criminels de guerre.

### Résistance grecque et bataillons de sécurité
Pendant la guerre, le gouvernement en exil, tourné vers les Alliés, et les principales organisations de résistance en Grèce dénoncent à plusieurs reprises les bataillons de sécurité, pour trahison. En novembre 1943, un officier britannique, le major Donald Stott (en), arrive à Athènes et contacte la branche locale de la Geheime Feldpolizei (GFP), la police militaire allemande. Au cours de sa visite prolongée au GFP, Stott demande que les bataillons de sécurité se mettent au service du gouvernement du Caire, à son retour en Grèce, car Stott affirme à ses hôtes allemands, que son gouvernement ne veut pas que l'EAM prenne le pouvoir, à aucun prix. La visite de Stott est jugée si importante par les Allemands, qu'il rencontre Hermann Neubacher de l'Auswärtiges Amt, qui joue un rôle clé dans la gouvernance des Balkans : « Cette guerre devrait se terminer par la lutte commune des Alliés et des forces allemandes contre le bolchevisme ». Le récit de Neubacher indique également que Stott a présenté ses excuses pour la fourniture d'armes à l'EAM par la Grande-Bretagne, et qu'il estime que « l'infiltration communiste est déjà une menace sérieuse en Méditerranée ». Stott n'est pas arrêté par les Allemands et est autorisé à quitter Athènes pour Le Caire, avec le message que l'Allemagne veut travailler avec la Grande-Bretagne.
Dans les dernières phases de la Seconde Guerre mondiale, de nombreux dirigeants nazis, comme le Reichsführer SS Heinrich Himmler, pensent que l'alliance entre la Grande-Bretagne et l'Union soviétique ne durerait pas et que les Britanniques devraient inévitablement s'allier au Reich contre l'Union soviétique. D'une manière générale, il y a deux tendances du côté allemand dans les dernières années de la guerre. Certains des dirigeants nazis, comme Himmler, influencé par son chef des services de renseignement, Walter Schellenberg, tentent de mettre en place divers stratagèmes pour briser la « Grande Alliance », comme son offre, en 1944, de cesser de déporter les Juifs hongrois vers Auschwitz, si les États-Unis donnent à l'Allemagne 50 000 camions qui ne serviraient qu'à approvisionner la Wehrmacht sur le front de l'Est. De l'autre côté, la tendance fortement encouragée par Hitler lui-même, professe que si l'Allemagne ne peut pas gagner la guerre, alors toute l'Europe doit être détruite pour que les Alliés libèrent un terrain vague.
Face à ces espoirs de certains Allemands concernant la rupture de l'alliance des « Trois Grands », Walter Schimana, chef supérieur de la police SS pour la Grèce, et le diplomate Hermann Neubacher saluent la mission de Stott comme le début d'une alliance anglo-allemande antisoviétique. Les Geheime Feldpolizei dans les Balkans sont dirigées par Roman Loos, un policier autrichien de carrière que l'historien britannique Mark Mazower décrit comme un personnage « rusé » et « obscur » qui travaille étroitement avec les SS et n'a jamais été jugé pour des crimes de guerre. Loos est devenu un policier important en Autriche après 1945, et au moment de sa retraite, en 1962, il est l'officier de liaison autrichien pour Interpol. Stott est en contact radio avec le quartier général du SOE au Caire lorsqu'il est l'invité de la Geheime Feldpolizei, sous les ordres du Brigadier Keble. Après que la réunion de Stott ait été révélée, il est refoulé car considéré comme « agent rouge » et réprimandé pendant que Keble est renvoyé. La visite de Stott enflamme les soupçons de l'EAM envers le gouvernement du Caire, car de nombreux membres de l'EAM pensent que le roi, après son retour en Grèce, graciera tous les bataillons de sécurité et les enrôlera pour combattre en son nom. Mazower rapporte que de nombreux documents relatifs à la mission Stott, au Public Record Office, sont toujours d'accès restreint aux historiens. Mazower soutient, sur la base d'un document déclassifié, que « notre politique à long terme envers la Grèce est de la maintenir dans la sphère d'influence britannique, et… une Grèce dominée par la Russie ne serait pas en accord avec la stratégie britannique en Méditerranée orientale », et que les Britanniques sont prêts à pousser le gouvernement du Caire à s'allier avec toute force anticommuniste en Grèce. 
La conviction que les Britanniques soutiennent les bataillons de sécurité et que le roi graciera tous les hommes qui y servent encourage les officiers royalistes à les rejoindre. Dans un discours prononcé le 20 avril 1944, devant les officiers des bataillons de sécurité, pour marquer l'anniversaire d'Hitler, Schimana annonce que la ligne de démarcation la plus importante au monde se situe entre le communisme et l'anticommunisme ; que la « Grande Alliance » contre l'Allemagne, va bientôt s'effondrer ; que la Grande-Bretagne et les États-Unis vont bientôt réaliser que l'alliance avec l'Union soviétique n'est pas dans leur intérêt, et que les Anglo-Américains changeront de camp pour s'allier à l'Allemagne. Se référant à la mission de Stott, Schimana fait valoir à son auditoire que la Grande-Bretagne approuve les bataillons de sécurité et que ce n'est qu'une question de temps avant que les soldats britanniques, grecs et allemands se battent tous côte à côte contre l'Union soviétique et ceux qui lui sont fidèles.
Un des officiers royalistes des bataillons de sécurité, le major-général Vasilios Dertilis (el), dans un discours de recrutement prononcé en mai 1944 devant un groupe de ses collègues royalistes, déclare que les dénonciations des bataillons de sécurité par la station de radio du gouvernement du Caire, n'étaient que pour « le spectacle », et qu'en fait, les Britanniques et le roi soutiennent secrètement les bataillons de sécurité. En mai 1944, un émissaire secret représentant Dertilis arrive au Caire, avec un message destiné au gouvernement en exil, indiquant que les bataillons de sécurité sont une « organisation patriotique » engagée dans la « lutte nationale » contre le communisme, et que, lorsque la Grèce serait libérée, ils révéleraient que leur véritable loyauté est tournée envers le roi.
L'idée d'un « pont grec », sous la forme des bataillons de sécurité, qui mènerait à une alliance anglo-américaine et allemande contre l'Union soviétique est vigoureusement combattue par le SS-Standartenführer Walter Blume qui croit encore que l'Allemagne, à elle seule, vaincra l'alliance des Trois Grands que constituent l'Union soviétique, les États-Unis et la Grande-Bretagne. Blume voit la Grande-Bretagne autant comme un ennemi que l'Union soviétique, et il est beaucoup plus proche des officiers républicains comme Pángalos que des officiers royalistes comme Dertilis. Blume utilise son influence pour essayer de promouvoir les officiers républicains, au détriment des royalistes, dans les bataillons de sécurité, et après que Dertilis ait fait son discours, en mai 1944, en se vantant de ses contacts avec le gouvernement du Caire, il ordonne son arrestation au motif que Dertilis est un espion britannique. Dertilis est envoyé à Vienne pour être interrogé par la Gestapo, tandis que Blume fait rechercher, au siège athénien des bataillons de sécurité, des preuves de contacts avec la Grande-Bretagne et le gouvernement du Caire. Rállis est furieux de l'action de Blume et demande à Schimana de le renvoyer. Blume, qui a la redoutable réputation d'être le plus extrême et le plus violent de tous les dirigeants SS de Grèce, est très craint par ses autres officiers SS, dont son supérieur, le chef supérieur de la police SS, Schimana, et aucune mesure n'est prise contre lui.
L'idée que les bataillons de sécurité sont secrètement soutenus par la Grande-Bretagne et les États-Unis les encourage à commettre des atrocités car ils pensent avoir l'impunité après la guerre. L'EAM rapporte que de nombreux hommes, servant dans les bataillons de sécurité, affirment qu'ils « servent les intérêts de l'Angleterre avec son consentement ». Après un raid sur le village de Pili, en juillet 1944, à la recherche de membres de l'EAM, le bataillon de sécurité local informe les villageois : « La prochaine fois, nous reviendrons avec les Anglais ». Un agent de l'Office américain des services stratégiques (OSS) rapporte, après avoir interrogé des membres capturés des bataillons de sécurité, que 35 à 40 % d'entre eux pensaient que les gouvernements britannique et américain approuvent secrètement qu'ils combattent pour l'Allemagne. Un membre des bataillons de sécurité a écrit en 1944 : « Nos chefs nous ont donné des conférences et nous disent que nous chassons les Andartes de l'EAM/ELAS et qu'ainsi nous allons éviter le communisme ; et que les chefs des bataillons de sécurité agissent selon les ordres du roi avec lequel ils sont en contact ».
En juin 1944, le gouvernement grec en exil demande que le service en langue grecque de la BBC cesse de dénoncer les bataillons de sécurité comme traîtres, au motif que ces hommes seront utiles au gouvernement, après la guerre, demande à laquelle le gouvernement britannique accède. Dans le même temps, le gouvernement du Caire demande également que les forces aériennes britanniques et américaines cessent de larguer des tracts de propagande au-dessus de la Grèce, avertissant que tous les bataillons de sécurité seront jugés pour trahison et crimes de guerre, après la libération, car cela décourage le recrutement par les bataillons de sécurité que le gouvernement prévoit d'utiliser pour lutter contre l'EAM, une fois qu'il serait rentré en Grèce.
Au cours de l'été 1944, les bataillons de sécurité aident les forces allemandes à Athènes dans leurs blokos (rafles). Au cours de chacune, un quartier entier d'Athènes, habituellement un des quartiers pauvres où l'EAM est le plus populaire, est bouclé tandis que les forces d'occupation et les bataillons de sécurité rassemblent toute sa population masculine. Les informateurs, portant des cagoules pour dissimuler leur identité, signalent les membres suspectés de l'EAM, qui sont abattus sur place. D'autres, simplement suspectés de sympathie pour l'EAM, sont conduits à la prison de Haidhari, où ils sont retenus en otages et seront exécutés par les Allemands en cas d'autres attaques de l'ELAS contre eux. Les blokos sont ordonnés par Blume dans le cadre de sa stratégie de division, car il veut provoquer plus de violence, pour justifier une violence encore plus extrême de sa part. Blume décide que Rállis n'est pas assez souple, et qu'il est intéressant de le remplacer par Pángalos. Du point de vue de Blume, la réduction d'Athènes au chaos montrerait la nécessité de renvoyer Rállis, proche de la dépression nerveuse à l'été 1944, et de le remplacer par Pángalos, plus fort. En fin de compte, Blume prévoit d'appliquer la « thèse du chaos », selon laquelle les Allemands, avant de se retirer de Grèce, détruiraient toutes les infrastructures telles que les usines, les chemins de fer, les ports, etc. et, en outre, exécuteraient toute la direction politique grecque pour réduire le pays au chaos complet]. La nomination de Pángalos comme Premier ministre et le fait de laisser les bataillons de sécurité s'emballer fait partie des préparatifs de Blume pour l'exécution de la thèse du chaos.

### Libération
À la veille de la libération, plusieurs batailles ont lieu entre les bataillons et l'ELAS. La plus connue est la bataille de Meligalás, en septembre 1944. Après la libération, les groupes ne sont que temporairement dissous et sont recrutés dans la gendarmerie, pour combattre contre l'EAM/ELAS, dans la bataille de Dekemvrianá à Athènes, aux côtés des forces britanniques et gouvernementales. Les bataillons de sécurité se sont toujours rendus aux Britanniques, qui leur laissent généralement garder les armes que les Allemands leur avaient fournies. Le général Ronald Scobie, qui commande les forces britanniques en Grèce, contrairement à son attitude envers l'EAM, qu'il considère comme de simples « bandits », considère les bataillons de sécurité comme une force militaire légitime. Le Premier ministre britannique, Winston Churchill a une opinion très favorable des bataillons de sécurité, déclarant « Il me semble que les collaborateurs en Grèce ont, dans de nombreux cas, fait de leur mieux pour protéger la population grecque de l'oppression allemande ». Lorsqu'il est critiqué par les députés travaillistes, à la Chambre des Communes, pour avoir employé les bataillons de sécurité face à l'EAM lors du  Dekemvrianá, Churchill répond « Les bataillons de sécurité ont été créés pour protéger les villageois grecs contre les déprédations de certains de ceux qui, sous le prétexte de sauver leur pays, profitaient des habitants et ne faisaient que très peu de choses pour lutter contre les Allemands ». Au total, très peu de leurs membres sont jugés et condamnés pour collaboration. Par exemple, leur créateur et traître, le Premier ministre grec Rállis, est condamné à la prison à vie pour trahison, et il meurt en prison en 1946, mais il est acquitté pour son implication dans les bataillons de sécurité.
Après la défaite de l'EAM lors de Dekemvrianá, les bataillons continuent à traquer les civils de gauche, communistes et anti-royalistes pendant la période de terreur blanche qui suit le traité de Várkiza qui démantèle l'ELAS. De nombreux anciens membres continuent à perpétrer des atrocités contre l'Armée démocratique de Grèce, pendant la guerre civile grecque. Pendant celle-ci, les officiers vétérans des bataillons de sécurité s'organisent en un groupe secret connu sous le nom de lien sacré des officiers grecs (el), qui, à partir de 1947, est subventionné par la CIA, en tant que l'un des principaux groupes « démocratiques » (c'est-à-dire anticommunistes) de Grèce.
Après la guerre civile, et pendant la persécution des communistes grecs dans les années 1950 et 1960, de nombreux militaires brutaux de l'île de déportation, accusés de tortures, sont d'anciens membres des bataillons de sécurité. Enfin, le chef de la dictature des colonels dans les années 1970, Geórgios Papadópoulos, est également accusé d'être membre des bataillons de sécurité, mais sans preuve concrète . L'un des premiers actes du gouvernement de Papadopoulos, après le coup d'État de 1967, est de modifier les règles relatives aux pensions pour déclarer que les vétérans des bataillons de sécurité y sont éligibles, et que ceux qui ont servi et servent dans l'armée grecque, peuvent « compléter » leurs pensions en présentant à la commission la preuve de leur service dans les bataillons de sécurité en 1943-1944.
Après le coup d'État de 1967, dans un discours prononcé devant le Sénat américain, le sénateur Lee Metcalf (en) qualifie le nouveau gouvernement de « régime militaire de collaborateurs et de sympathisants nazis qui reçoivent l'aide américaine ». Dans un autre discours, prononcé devant le Sénat le 16 novembre 1971, Metcalf énumére les membres de la junte grecque qui ont servi dans les bataillons de sécurité et dénonce l'administration de Richard Nixon pour avoir soutenu ce qu'il a appelé une « junte de collaborateurs nazis ».
Certains membres des bataillons de sécurité ont été reconnus par la loi, pendant la Dictature des colonels de 1967-1974, comme « résistants contre l'Axe », mais cette décision est annulée après la chute du régime.

## Serment
Les recrues du bataillon de sécurité prêtent le serment suivant :

« Je jure par Dieu ce serment sacré, que j'obéirai absolument aux ordres du commandant suprême de l'armée allemande, Adolf Hitler. Je m'acquitterai de mes devoirs avec un dévouement loyal et j'obéirai sans condition aux ordres de mes supérieurs. Je reconnais pleinement que toute objection aux obligations acceptées par les présentes entraînera ma sanction par les autorités militaires allemandes. »

### Articles
- (en) Peter D. Chimbos, « Greek Resistance 1941-45 : Organization, Achievements and Contributions to Allied War Efforts Against the Axis Powers », International Journal of Comparative Sociology, no 40,‎ 1999.
- (el) Λεωνίδας Καλλιβρετάκης, « Γεώργιος Παπαδόπουλος, Τάγματα Ασφαλείας και "Χ": Μια απόπειρα συγκέντρωσης και επανεκτίμησης του παλαιότερου και νεότερου τεκμηριωτικού υλικού » [« George Papadopoulos, bataillons de sécurité et "X" : Une tentative de rassembler et de réévaluer le matériel documentaire plus ancien et plus récent »], Αρχειοτάξιο,‎ 2006 (lire en ligne [PDF], consulté le 26 septembre 2020). .

### Source de la traduction
- (en) Cet article est partiellement ou en totalité issu de l’article de Wikipédia en anglais intitulé « Security Battalions » (voir la liste des auteurs).